# 343 Industries
- マイクロソフト > 343 インダストリーズ
- Xbox > Xbox Game Studios > 343 Industries

343 Industries (343 インダストリーズ)はアメリカ合衆国のコンピュータゲーム開発会社である。『HALO』シリーズの開発のため、Microsoft Game Studios（現Xbox Game Studios）によって2007年に設立された。社名は同シリーズの登場キャラクター、「343 ギルティスパーク」に由来する。

## 概要
長らくHaloシリーズの開発を担当してきたバンジーとマイクロソフトの契約が満了になるにあたり、絶大な支持を受け、XboxやXbox 360のキラーコンテンツとなっているシリーズの担い手として設立された。設立にあたっては世界各地から開発スタッフが集められ、Bungieからもスタッフが移籍している。Haloシリーズの顔として知られるフランチャイズディレクターのフランク・オコナーもその一人である。

## 作品
| 発売年 | タイトル                          | プラットフォーム                        | 備考 |
| ------ | --------------------------------- | --------------------------------------- | --- |
| 2009   | Halo Waypoint                     | Xbox 360, Windows Phone 7, iOS, Android | HALOシリーズに関連する情報を提供する。                                                                   |
| 2010   | Halo:Reach                        | Xbox 360                                | Bungieが開発を担当、343 Industriesはセカンドマップパックの開発を担当。                                   |
| 2011   | Halo: Combat Evolved Anniversary  | Xbox 360                                | Halo: Combat Evolvedのリメイク版としてSaber Interactive が開発する。343 Industriesは監修を担当           |
| 2012   | Halo 4                            | Xbox 360                                | 新たなHALOの三部作の序章として開発される。 本作の開発はシリーズ本編では初めて343 Industriesが手がける。  |
| 2014   | Halo: The Master Chief Collection | Windows 10、 Xbox One、 Xbox Series X/S | Halo 1から4までの4作品を収録した作品。 Halo 2のリマスター版も収録される。                                |
| 2015   | Halo 5: Guardians                 | Xbox One                                | 新HALOの三部作の第２章として開発される。 シリーズ本編の新作としては、初のXbox One対応作品である。        |
| 2017   | Halo Wars 2                       | Xbox One、 Windows 10                   | Halo Warsの続編として開発される。                                                                        |
| 2021   | Halo Infinite                     | Xbox Series X/S、 Xbox One、 Windows 10 | 新HALOの三部作の第３章として開発される。 シリーズ本編の新作としては、初のXbox Series X/S対応作品である。 |